# Aposphragisma
Genre
Aposphragisma est un genre d'araignées aranéomorphes de la famille des Oonopidae.

## Distribution
Les espèces de ce genre se rencontrent en Asie du Sud-Est.

## Liste des espèces
Selon World Spider Catalog (version 19.5, 21/11/2018) :
- Aposphragisma baltenspergerae Thoma, 2014
- Aposphragisma borgulai Thoma, 2014
- Aposphragisma brunomanseri Thoma, 2014
- Aposphragisma confluens Thoma, 2014
- Aposphragisma dayak Thoma, 2014
- Aposphragisma dentatum Thoma, 2014
- Aposphragisma draconigenum Thoma, 2014
- Aposphragisma globosum Fardiansah & Dupérré, 2018
- Aposphragisma hausammannae Thoma, 2014
- Aposphragisma helvetiorum Thoma, 2014
- Aposphragisma jambi Fardiansah & Dupérré, 2018
- Aposphragisma kolleri Thoma, 2014
- Aposphragisma menzi Thoma, 2014
- Aposphragisma monoceros Thoma, 2014
- Aposphragisma nocturnum Thoma, 2014
- Aposphragisma retifer Thoma, 2014
- Aposphragisma rimba Thoma, 2014
- Aposphragisma salewskii Thoma, 2014
- Aposphragisma scimitar Thoma, 2014
- Aposphragisma sepilok Thoma, 2014
- Aposphragisma stannum Thoma, 2014
- Aposphragisma sumatra Fardiansah & Dupérré, 2018

## Publication originale
- Thoma, Kranz-Baltensperger, Kropf, Graber, Nentwig & Frick, 2014 : The new Southeast Asian goblin spider genus Aposphragisma (Araneae, Oonopidae): diversity and phylogeny. Zootaxa, no 3798(1), p. 1-86.